# Regroupement pédagogique concentré
En France, en matière d'enseignement élémentaire, un regroupement pédagogique concentré (RPC) correspond à l'association de plusieurs communes pour gérer l'enseignement des classes de maternelle et d'élémentaire. Toutes les classes sont alors « concentrées » en un seul lieu.